# Mallotus eximius
Mallotus eximius är en törelväxtart som beskrevs av Airy Shaw. Mallotus eximius ingår i släktet Mallotus och familjen törelväxter. Inga underarter finns listade i Catalogue of Life.